# Вітмер (Західна Вірджинія)
Вітмер (англ. Whitmer) — переписна місцевість (CDP) в США, в окрузі Рендолф штату Західна Вірджинія. Населення — 94 особи (2020).

## Географія
Вітмер розташований за координатами 38°48′54″ пн. ш. 79°32′42″ зх. д. / 38.81500° пн. ш. 79.54500° зх. д. (38.814893, -79.545076).  За даними Бюро перепису населення США в 2010 році переписна місцевість мала площу 1,09 км², уся площа — суходіл.

## Демографія
Згідно з переписом 2010 року, у переписній місцевості мешкало 106 осіб у 50 домогосподарствах у складі 34 родин. Густота населення становила 97 осіб/км².  Було 73 помешкання (67/км²).
Расовий склад населення:
| - 100,0 % — білих |

До двох чи більше рас належало 0,0 %. Частка іспаномовних становила 0,0 % від усіх жителів.
За віковим діапазоном населення розподілялося таким чином: 16,0 % — особи молодші 18 років, 51,9 % — особи у віці 18—64 років, 32,1 % — особи у віці 65 років та старші. Медіана віку мешканця становила 50,6 року. На 100 осіб жіночої статі у переписній місцевості припадало 116,3 чоловіків;  на 100 жінок у віці від 18 років та старших — 122,5 чоловіків також старших 18 років.
За межею бідності перебувало 83,6 % осіб, у тому числі 100,0 % дітей у віці до 18 років та 0,0 % осіб у віці 65 років та старших.
Цивільне працевлаштоване населення становило 0 осіб. 